# John Charles Alexander Cameron
Pour les articles homonymes, voir Cameron.
Cet article possède un paronyme, voir John Cameron.
Ne doit pas être confondu avec Charles Alexander Cameron.
John Charles Alexander Cameron (29 novembre 1891-24 mars 1976) est un homme politique canadien de l'Ontario. Il est député fédéral libéral de la circonscription ontarienne de Hastings-Sud de 1935 à 1940.

## Biographie
Né à Morrisburg en Ontario, Cameron étudie à l'école publique de Morrisburg et ensuite l'Université Queen's, à l'école de droit de l'Université de l'Alberta et à la Osgoode Hall Law School où il obtient un Bachelor of Arts.
Élu en 1935, il démissionne peu avant l'élection de 1940. Peu de temps après, durant la même année, il est nommé juge du comté de Hastings et est fréquemment appelé à faire des remplacements à la Exchequer Court d'Ottawa, ancêtre de la Cour fédérale. En 1946, il est formellement nommé à cette cour.